# Šentanski rudnik
Šentanski rudnik (tudi Živosrebrov rudnik svete Ane) je bil rudnik živega srebra pri zaselku Lajbe v Šentanski dolini nad Podljubeljem v občini Tržič.
Cinabarit - živosrebrno rudo - so v okolici Podljubelja odkrili okoli leta 1560. 12. oktobra 1670 je bilo javljeno, da so maja istega leta našli nahajališče cinabarita v Lajbah. Vzorce rude so poslali v pregled in ugotovili, da je ruda vsebovala kar 0,50% živega srebra. Idrijski rudarji so prišli v Podljubelj, si ogledali nahajališče v Lajbah in ga označili z idrijskim rudarskim znakom. Rudišče je bilo kasneje razglašeno za državno last.
Obratovanje rudnika in njegovo izkoriščanje se je skozi čas večkrat spreminjalo. Rudnik je obratoval s presledki. Imel je tudi talilnico, a je bila njena proizvodnja majhna, 1891 je dosegla le 12 ton letne proizvodnje. Zadnji lastnik je bil baron Julij Born, ki je leta 1897 nenadoma umrl. Po njegovi smrti so si lastnino rudnika razdelili njegovi dediči. Rudnik je nehal obratovati leta 1902. Viri navajajo, da je bilo v času obratovanja izkopanih okoli 60.000 ton rude, iz katere so pridobili okoli 180 ton živega srebra.
Med prvo svetovno vojno je vojska potrebovala velike količine živega srebra, zato se je Avstro-Ogrska vojaška uprava odločila, da obnovi izkop v Šentanskem rudniku. Rudnik naj bi pričel ponovno obratovati leta 1917. Ker pa so med tem časom odkrili nove materiale, ki so uspešno nadomestili živo srebro, je vojaška uprava izgubila interes za rudarjenje v Lajbi.
Med obema vojnama se proizvodnja zaradi skoraj povsem izčrpanega rudišča ni več obnavljala. Na petem obzorju pa je za obiskovalce odprt »Antonov rov«, katerega vhod je viden tudi s ceste, ki pelje proti Ljubelju.